# Inno della Comunità Valenciana
L'inno della Comunità Valenciana (in spagnolo Himno de la Comunidad Valenciana) è anche noto come Himne de l'Exposició (valenciano: /ˈimne ðe le(k)spozisiˈo/, «Inno dell'Esposizione») o Himne de València («Inno di Valencia»).
Tanto la sua musica come i suoi due testi sono stabilite mediante la legge della Comunità Valenciana 8/1984 del 4 di dicembre, «per il quale si regolano i simboli della Comunità Valenciana e il suo utilizzo», disponendo che negli atti solenni che celebrino nel territorio della Comunità Valenciana, l'inno ufficiale sarà interpretato congiuntamente con l'inno nazionale, precedendolo nell'ordine di interpretazione, potrà essere cantato indistintamente con il suo testo in castigliano, nella versione in valenciano o senza testo.
L'inno venne utilizzato nell'Esposizione Regionale Valenciana del 1909, essendo approvato dai sindaci di Alicante, Castellón de la Plana e Valencia a maggio del 1925. La musica è stata composta da José Serrano mentre i due testi ufficiali, uno in castigliano e un altro in valenciano, sono entrambi opera di Maximiliano Thous Orts. Nella sua composizione include parzialmente l'antico inno della Città di Valencia del secolo XVI.
È stato comunemente chiamato Inno Regionale Valenciano fino all'ingresso in vigore dello Statuto di Autonomia della Comunità Valenciana del 1982.

## Inno dell'Esposizione Regionale Valenzana
Nell'anno 1909 si celebrò l'Esposizione Regionale Valenzana, ampiamente sostenuta dal suo presidente Tomás Trénor e Palavicino, e dall'Ateneo Mercantile di Valencia.
Per l'occasione, Trénor affidò la composizione di un inno a José Serrano Simeón, chi si sarebbe incaricato della musica, mentre il testo sarebbe doveto essere scritto da Teodoro Llorente Olivares. Tuttavia, a causa dei ritardi di Llorente, dovuti principalmente a discrepanze ideologiche sul suo contenuto, José Serrano cominciò a scriverne autonomamente il testo, seguendo i modelli del poeta Maximiliano Thous.
Nonostante la positiva accoglienza dell'inno da parte del pubblico dell'Esposizione, il testo non fu esente da critiche per parte della classe politica, specialmente da parte dei blasquistas e dei nazionalisti valenzani, per il verso di "Per offrire nuove glorie alla Spagna" con la quale comincia l'inno ufficiale.
Poco tempo dopo, i sindaci dei comuni di Castellón della Piatta, Valencia e Alicante decisero di adottare l'opera come inno del Regno di Valencia, approvandolo nel maggio del 1925. Inizialmente, l'inno fu conosciuto come Inno dell'Esposizione, evento a cui si doveva la sua composizione.

## Dichiarazione come inno ufficiale
Nonostante discrepanze ideologiche su alcuni suoi versi, l'inno è stato sempre cantato con il testo originale di Maximiliano Thous. Lo stesso Serrano riconobbe di essere direttamente intervenuto dando espresse istruzioni a Maximiliano Thous per la scrittura del primo verso "Per offrire nuove glorie alla Spagna".
Per essere dichiarato inno ufficiale, è stata necessaria la registrazione una apposita relazione nelle Corti Valenciane, personalmente affidata dal presidente Joan Lerma al compositore valenciano Eduardo López-Chávarri Andújar.
```
Posteriormente è apparsa anche una versione nazionalista con alcune frasi e parole cambiate. La versione alternativa più conosciuta è quella che sostituisce il verso iniziale con "Sotto l'insegna della nostra 
bandiera valenciana
", pubblicata dal Consiglio di 
Alzira
 nel 
1955
.
```

## Testo
Di seguito è presente il testo ufficiale secondo la legge della Comunità Valenciana 8/1984 del 4 dicembre. L'ortografia della versione castigliana, così come quella in valenciano, mostrano una struttura grammaticale tipica del primo '900, che differisce da quella vigente e comunemente usata nella lingua corrente.
| Per ofrenar noves glòries a Espanya tots a una veu, germans, vingau. Ja en el taller i en el camp remoregen càntics d'amor, himnes de pau! Pas a la regió que avança en marxa triomfal! Per a tu la vega envia la riquesa que atresora i és la veu de l'aigua càntics d'alegria acordats al ritme de guitarra mora. Paladins de l'art t'ofrenen ses victòries gegantines; i als teus peus, Sultana, tos jardins estenen un tapís de murta i de roses fines. Brinden fruites daurades els paradisos de les riberes; pengen les arracades baix les arcades de les palmeres. Sona la veu amada i en potentíssim, vibrant ressò, notes de nostra albada canten les glòries de la regió. Valencians en peu alcem-se. Que la nostra veu la llum salude d'un sol novell! Per a ofrenar noves glòries a Espanya tots a una veu, germans, vingau. Ja en el taller i en el camp remoregen càntics d'amor, himnes de pau! Flamege en l'aire nostra Senyera! Glòria a la Pàtria! Visca València! Visca! Visca! Visca! | Para ofrendar nuevas glorias a España nuestra Región, supo luchar. ¡Ya en el taller y en el campo resuenan cantos de amor, himnos de paz! ¡Paso a la Región que avanza en marcha triunfal! Viene a dar la huerta mía la riqueza que atesora y murmura el agua cantos de alegría que nació en los ritmos de guitarra mora. Viene al arte paladines que te ofrezcan sus laureles; y a tus pies, sultana, tienden mis jardines un tapiz de rosas, nardos y claveles. Brindan rico tesoro los naranjales de las riberas penden racimos de oro bajo los arcos de las palmeras. Palmeras suenan, la voz amada y en victorioso y vibrante son notas del alborada cantan el triunfo de la Región. ¡Despertemos valencianos! Que nuestra voz la luz salude de un nuevo sol. Para ofrendar nuevas glorias a España nuestra Región, supo luchar. ¡Ya en el taller y en el campo resuenan cantos de amor, himnos de paz! ¡Flote en los aires nuestra Señera! ¡Gloria a la Patria! ¡Viva Valencia! ¡Viva! ¡Viva! ¡Viva! | Per offrire nuove glorie alla Spagna tutti in una voce, fratelli venite/ la nostra Regione, seppe combattere. Già in officina e sul campo risuonano canti d'amore, inni di pace! Fate passo alla Regione che avanza in marcia trionfale! Viene a dare il frutteto mio la ricchezza che custodisce e mormora l'acqua canti di allegria Che nacque nei suoni della chitarra moresca Vengono i paladini dell'arte che ti offrano i loro allori; ed ai tuoi piedi, sultana, estendono i tuoi giardini un tappeto di rose, nardi e garofani. Offrono frutti dorati/ Offrono ricco tesoro i paradisi/ gli aranceti delle riviere; pendono gli orecchini/ grappoli d'oro sotto gli archi dei palmeti. Palmeti suonano, la voce amata e in un vittorioso e vibrante eco note della nostra alba cantano le glorie/ il trionfo della Regione. In piedi/ Svegliamoci valenziani! Che la nostra voce la luce saluti di un nuovo sole. Per offrire nuove glorie alla Spagna tutti in una voce, fratelli venite/ la nostra Regione, seppe combattere. Già in officina e sul campo risuonano canti d'amore, inni di pace! Sventoli nei venti la nostra Senyera! (Bandiera valenciana) Gloria alla Patria! Viva Valencia! Viva! Viva! Viva! |  |